# Guai (Vasco Rossi)
Guai è un singolo del cantautore italiano Vasco Rossi, il sesto estratto dal diciassettesimo album in studio Sono innocente e pubblicato il 15 maggio 2015.
Il testo è stato scritto dallo stesso Vasco e la musica è stata composta da Vasco con Gaetano Curreri e Saverio Grandi del gruppo musicale Stadio.

## Video musicale
Il videoclip è stato pubblicato lo stesso giorno dello stesso sul canale YouTube Vevo dell'artista, e mostra foto del cantautore con su scritto il testo della canzone.

## Formazione
Musicisti
- Vasco Rossi – voce
- Celso Valli – arrangiamento, pianoforte, tastiera
- Paolo Valli – batteria
- Claudio Golinelli – basso
- Mattia Tedesco – chitarra elettrica ed acustica
- Giorgio Secco – chitarra acustica
- Giordano Mazzi – programmazione suoni e montaggio

Produzione
- Celso Valli – produzione
- Vasco Rossi – produzione
- Floriano Fini – coordinamento produzione
- Marco Borsatti – registrazione, missaggio
- Maurizio Biancani – mastering